# 시비족

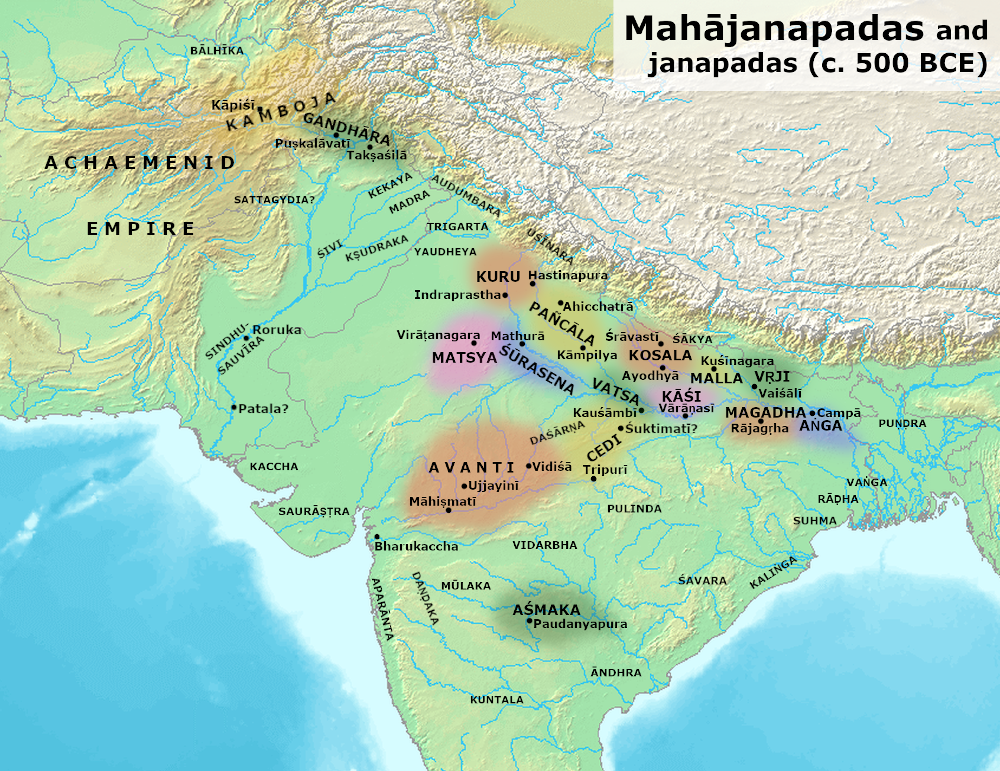
기원전 500년 펀자브의 시비족.

시비족은 철기 시대(기원전 1100년경~기원전 500년경) 동안 존재가 확인된 북서 남아시아의 고대 인도아리아인 부족이었다.

## 지리적 위치
중국인 여행자 법현은 카불강과 인더스강 사이 오디야나 남쪽에 있는 나라 소호토(스와트)에서 이 이야기의 장면을 기록한다.
어떤 버전에서는 시비가 인명으로 나타나지만, 다른 버전에서는 국가와 그 국민의 이름으로 나타난다. 7세기 중국 승려이자 여행자 현장에 따르면, 시비카는 매로부터 비둘기를 구하기 위해 몸을 조각조각 잘라냈다. 현장은 시비카를 인명 또는 별명으로 묘사했다. 중국인 사신 송운(518-20 AD)도 시비카 라자(시비왕)를 언급하며 그를 오디야나와 연결한다. 따라서 중국의 증거는 시비왕과 시비인 또는 시비국을 카불강과 인더스강 사이의 오디야나/스와트 영토와 연결하며, 이 영토는 현대 파키스탄의 카이베르파크툰크와주의 일부를 이룬다. 불교 시비 자타카의 아리타푸라(Aritthapura)는 그리스 역사가들의 오로바티족(Orobatis)과 동일하다. B. C. 로는 자타카의 아리타푸라를 펀자브 북부에 있는 클라우디오스 프톨레마이오스의 아리스토보트로(Aristobothro)와 연결한다.
이 지역은 카불 강 북쪽의 샤바즈 가르히 지역과 동일시되었다. 샤시 부산 초두리 박사도 시비 자타카의 아리타푸라가 스와트 계곡을 시비족의 고대 국가로 지칭한다고 진술한다. 마츠야 푸라나는 인더스강이 시바푸라(자나파다, 시비족의 국가)를 통해 흘렀다고 말한다. 또 다른 불교 전설인 베산타라 자타카도 있는데, 이에 따르면 베산타라 왕은 산자야(시비라타 또는 시비라슈트라의 왕)의 아들이었고 자투타라의 수도에서 태어났다. 보살로서의 베산타라 왕은 적대적인 나라에 비를 내리게 할 수 있는 마법의 코끼리를 주었고, 탐욕스러운 브라만에게 두 자녀와 함께 그의 왕국을 주었으며, 이 모든 것을 자비와 관대함의 행위로 행했다. 사신 송운은 베산타라 자타카의 베산타라 왕을 언급하며(피로로서) , 순례자 현장은 그를 언급하며(수다나로서)  둘 다 카볼 강 북쪽의 오디야나/스와트에서 역사의 장면을 설정한다. 그러나 베산타라 자타카의 자투타라는 비루니의 자타라우르와 동일하게 간주되며 종종 라지푸타나 치토르에서 북쪽으로 11마일 떨어진 나그리 또는 탐바바티 나그리와 동일시된다. 이와 관련하여 N. L. 데이는 시비라는 두 국가가 있었다고 언급했다. 하나는 아리타푸라를 수도로 하는 스와트(오디야나)에 위치했고, 다른 하나는 바라하미히라의 시비카와 동일하며 그는 이를 자투타라를 수도로 하는 남서부 국가들 중 마드야미카(남서부 라지푸타나)에 위치시킨다. 또한 시비가 원래 지리적 이름이었으며, 여기서 통치자와 그 국민의 이름이 유래했을 가능성도 제기되었다.
제임스 퍼거슨은 '오디야나 지역'(파키스탄의 카이베르파크툰크와 주)과 관련된 특정 사캬 전설을 언급하면서 오디야나 국가를 힌두교 경전의 캄보자와 연결한다. 실제로 쿠나르 계곡, 오디야나, 스와트, 바라나오스(Varanaos) 영토는 먼 고대부터 아슈바카 캄보자의 주목할 만한 서식지였다. 아슈바카는 소 사육자이자 말 민족이었으며, 아슈바(말)와의 긴밀한 관계 때문에 아슈바카라는 별명을 얻었다. 그리스 역사가들이 묘사한 시비족은 "머리를 깎고 시바 신을 숭배하며, 동물 가죽으로 만든 옷을 입고, 몽둥이로 싸우는 호전적인 민족이었다... 이들의 대부분은 고대 캄보자의 주요 특징이기도 하다."
시비족은 원래 먼 고대에 카불강 북쪽에 살았으며, 그곳에서 일부가 나중에 남쪽으로 이동하여 볼란 고개 주변의 세바(Seva)라고 불리는 지역에 정착했을 가능성이 높다. 이 지역은 최근까지 시비스탄(Sivistan)으로 알려져 있었다. 파니니도 시바푸라라는 곳을 언급하며, 이를 고대 인도의 우디차(북부) 지역에 포함시켰다. 이 지역은 일부 학자들에 의해 보겔(Vogel)이 편집한 쇼르콧(Shorkot) 비문의 시비푸라와 동일시된다. 시비스의 남하 이동은 야무나 강 근처의 우시나라(Usinara)라는 또 다른 정착지에서도 증명되는데, 이곳은 우시나라라는 시비 왕이 통치했다. 시비족은 신드에 한 곳, 치토르(라지푸타나) 근처 마드야미카(탐바바티 나그리)에 또 한 곳, 그리고 인도 남부(카르나타카/타밀나두) 카베리 강둑의 다사 쿠마라-치리타(Dasa Kumara-chrita)에 또 다른 정착지를 가지고 있었음이 확인된다. 서사시에 따르면 자야드라타는 신두, 사우비라, 시비 왕국의 왕이었다. 사우비라와 시비는 신두 왕국과 가까운 두 왕국이었고 자야드라타가 이들을 정복했는데, 이는 시비를 사우비라와 신두 서쪽, 그리고 둘 모두에 인접한 발루치스탄 어딘가에 위치시킨다. 일부 작가들은 시비가 원래 볼란 고개 기슭에 위치했을 수 있으며, 거기서 오디야나/스와트로 영향력을 확장했을 수 있다고 생각하지만, 이는 가능성이 낮다.